# Schluchtenflitzer
Schluchtenflitzer ist ein im Sommer 1978 überwiegend mit Laiendarstellern in der bayerischen Provinz gedrehter, deutscher Spielfilm von Rüdiger Nüchtern über das Lebensgefühl und die kleinen Ausbrüche aus dem Alltag von Landjugendlichen. Von den Profidarstellern sind vor allem Eva Mattes, Ruth Drexel und Hans Brenner zu nennen.

## Handlung
Der Teenager Andy lebt daheim bei seinen Eltern auf einem Bauernhof im tiefsten Niederbayern. Langeweile ist für die Jugendlichen der Gegend an der Tagesordnung, und wenn hier ein Huhn tot umfällt, gilt das bereits als Sensation. Andy und seine Clique, in der sich die Gleichaltrigen zu einer Art Schicksalsgemeinschaft zusammengeschlossen haben, versuchen kleine Fluchten zu wagen, dem Einerlei und der Landöde zu entfliehen. Nach der Schule oder der Lehre nehmen sie ihre Mopeds und knattern durch die flache Landschaft, um wenigstens etwas ähnliches wie „Leben“ zu spüren. Auf diesen Schluchtenflitzer lassen sich der 17-jährige Schreinerlehrling Andy und seine Leidensgenossen den Wind um die Nase wehen, immer auf der Suche nach kleinen Abenteuern wie Raufereien, Mädchen und Discobesuche.
Eines abends lernt Andy in einem dieser Musikschuppen die etwa gleichaltrige Roswitha aus München kennen und verliebt sich schlagartig in das lockenköpfige Mädchen, das für ihn qua Herkunft „große, weite Welt“ bedeutet. Doch Roswitha will sich (noch) nicht fest binden. Bald wird Andy mit großen Problem konfrontiert: Der knurrige, wortkarge Vater stirbt, und seine Mutter erwartet nun von ihrem halbwüchsigen Sohn, dass er den Hof  übernimmt. Doch Andy sträubt sich, sein Lebensplan war es immer, dieser ländlichen Enge zu entfliehen. Oder wie er sich ausdrückt: „Ich möcht frei sein, so richtig frei“. Und so zählt für ihn nur die Flucht aus diesem Leben mit all seinen Beklemmungen: „fort von den Eltern, den engen Räumen, niedrigen Türen in dumpfen Häusern, ab in die glitzernden Diskotheken. Zum Schmusen und Raufen ... Solange nur der Fluchtweg offen bleibt, der für die Jugendlichen wie eine Siegesallee mit Allmachtsträumen befestigt ist“ wie die Frankfurter Rundschau nach Ansicht des Films 1979 resümierte.

## Produktionsnotizen
Schluchtenflitzer entstand als Film-Fernseh-Coproduktion mit dem Bayerischen Rundfunk zwischen dem 19. Juni und dem 6. September 1978 in Landshut und Umgebung sowie in München und wurde am 5. April 1979 im Landshuter Palast-Kino uraufgeführt. Die dreiteilige Fernsehfassung lief am 18. Januar 1981 in der ARD an.

## Kritiken
Der Film wurde bei seiner Premiere 1979 überwiegend freundlich besprochen. Nachfolgend fünf Beispiele:

„Rüdiger Nüchtern, der die klassischen Western des amerikanischen Kinos kennt und liebt, filmt die freiheitsdurstigen Mopedfahrer wie seine amerikanischen Regiekollegen ihre auf Pferden reitenden Helden ... Er hat wie diese ein natürliches Gefühl fürs Kino, das vor allem Bewegung ist ... Die mit ungewöhnlicher Sorgfalt und Liebe inszenierte Szene (mit Eva Mattes) ist für mich eine der schönsten Liebeszenen, die ich je in einem deutschen Film gesehen habe.“

„Rüdiger Nüchtern hat dieses Leben auf dem Lande sehr dicht, authentisch und geradezu detailbesessen eingefangen. Ein sehr schöner und überzeugender Film ...“

Im Lexikon des internationalen Films heißt es: „Kinofassung des dreiteiligen Fernsehfilms von Rüdiger Nüchtern, der sich mit Originalschauplätzen und Laiendarstellern um Authentizität bemüht. Zugeständnisse an filmische Konventionen zum Zweck einer allzu unreflektierten Publikumsnähe sind jedoch unübersehbar.“

„... kurzweiliger, sympathischer Stoff fürs Kino“

„... ein atmosphärisch einfühlsames Bild, das auf jede Künstlichkeit verzichtet ... Es lohnt sich ihn anzusehen ...“